# USNO-A2.0 0825-18396733
USNO-A2.0 0825-18396733 — звезда, которая находится в созвездии Орла на расстоянии 826 световых лет от Земли. Она представляет собой красный карлик, поляр. Видимый блеск меняется с 17.5 до 20.0. USNO-A2.0 0825-18396733 не видна невооруженным глазом, поскольку имеет видимую звездную величину 19.2.